# Ökna, Bogsta

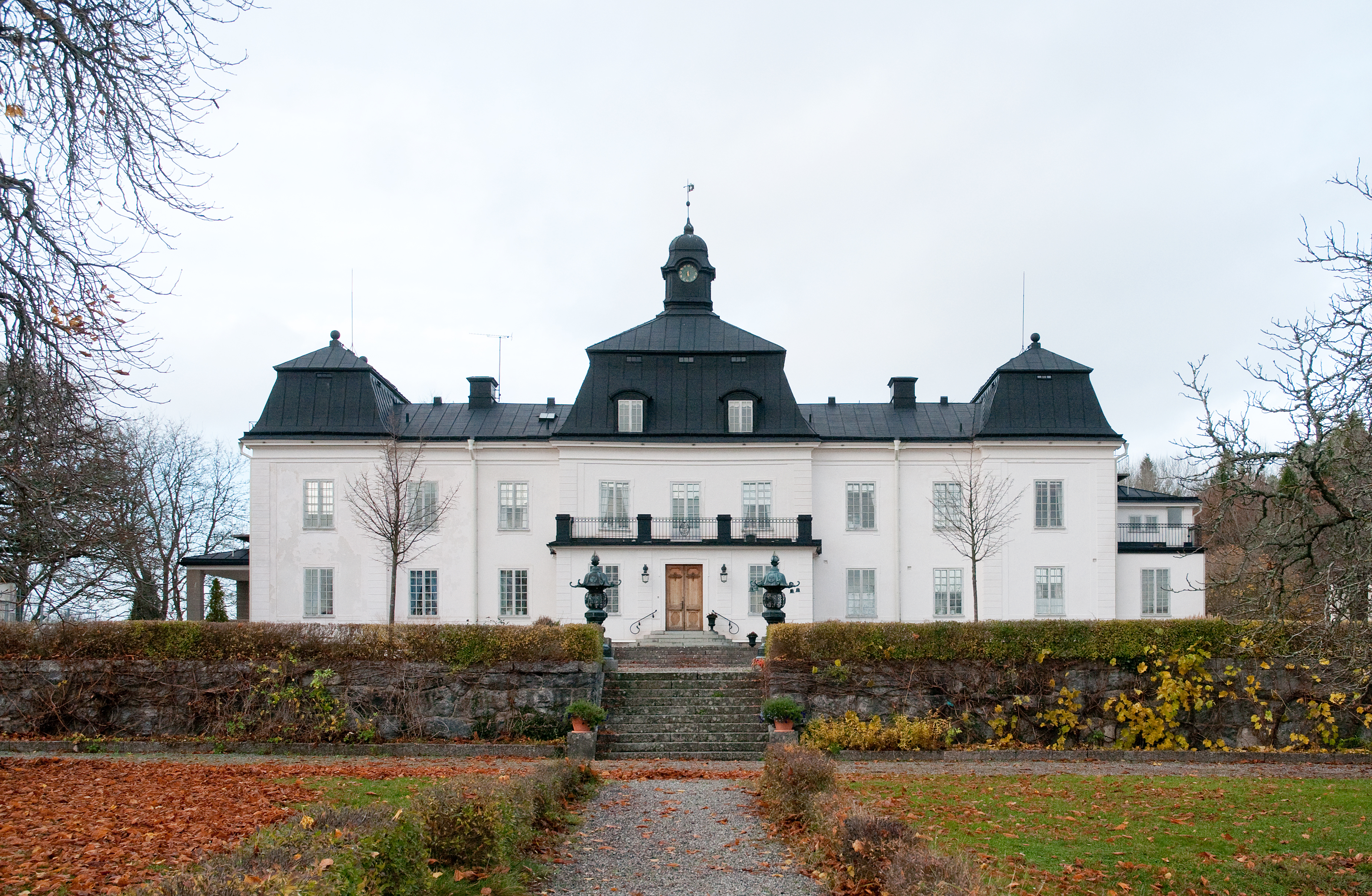
Ökna herrgård, huvudbyggnaden.

Ökna är en herrgård i Bogsta i Nyköpings kommun vid sjön Runnviken.

## Historik
Ökna omtalas i dokument första gången 1480 ("Øknom") då Anders i Ökna var vidvaruman vid Rönö häradsting. 1499 omtalas Ökna som en av gårdarna lydande under Örboholm. Gården fortsätter att lyda under Örboholm fram till Nils Krummes död 1562 eller 1563 då hans dotter Estrid Krumme, änka efter Anund Stensson till Stävlö ärvde Ökna och några andra av godsets gårdar. Hon torde ha upprättat ett säteri här och undertecknar ett bytesbrev med hertig Carl här 1586.
Det blev 1597 morgongåva åt Gunilla Rosenstråle, som bodde på gården fram till sin död 1640. Senare under 1600-talet återfanns Ökna i fältmarskalken Harald Stakes ägo. 

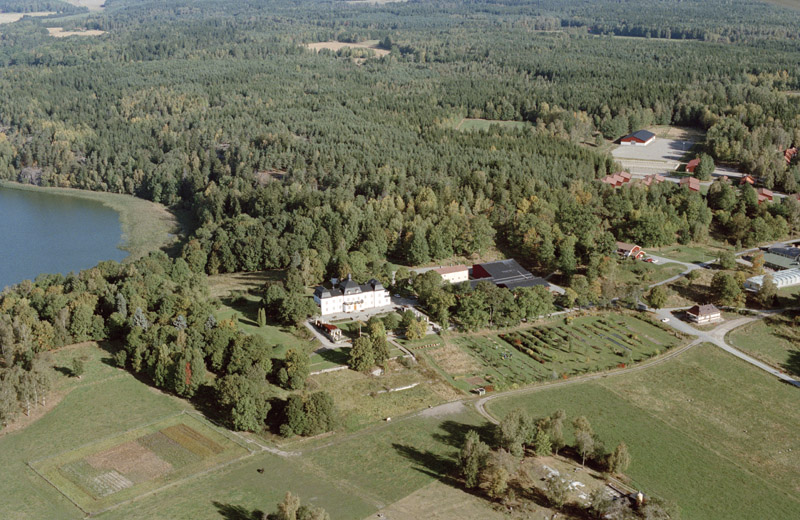
Flygfito över herrgården 1997.

Ökna byggdes om radikalt i slutet av 1800-talet då flyglarna revs och huvudbyggnaden byggdes på med en våning. Under början av 1900-talet gjordes byggnaden mera slottslik och samtidigt anlades den terrasserade trädgården med sina pergolor. Nya ekonomibyggnader i sten stod färdiga 1920. 
Ökna köptes 1907 av Harald (död 1932) och Elsbeth Funch. År 1943 donerades gården av Elsbeth Funch till Södermanlands läns landsting som konvalescenthem och som lantmannaskola. Konvalescenthemmet  avvecklades i början av 1970-talet. Sedan 1947 är Ökna lantbruksskola,  numera benämnd Öknaskolan, Sörmlands naturbruk.